# 프랜시스 슐러
프랜시스 슐러(영어: Francis Chouler)는 남아프리카 공화국 케이프타운 출신의 배우이다.